# Coelioxys osmiae
Coelioxys osmiae là một loài Hymenoptera trong họ Megachilidae. Loài này được Alfken mô tả khoa học năm 1928.